# Наусиној
Наусиној је у грчкој митологији био Одисејев син, рођен на Огигији.

## Етимологија
Име Наусиној значи „вешти морнар“.

## Митологија
Према Хесиодовој теогонији, био је Одисејев и Калипсин син, Науситојев брат близанац. Неки извори помињу и његовог брата Телегона, а неки и Латина. Наусиноја помињу Аполодор и Хомер у „Одисеји“.